# Sobrepoblación
La sobrepoblación o superpoblación ocurre cuando la población de una especie excede la capacidad de carga de su nicho ecológico. Puede ser el resultado de un aumento en los nacimientos (tasa de fertilidad), una disminución en la tasa de mortalidad, un aumento en la inmigración o un bioma insostenible y el agotamiento de los recursos. Cuando ocurre la sobrepoblación, las personas limitan los recursos disponibles para sobrevivir.
El cambio en el número de individuos por unidad de área en una localidad dada es una variable importante que tiene un impacto significativo en todo el ecosistema.

## Sobrepoblación de animales
En la naturaleza, la sobrepoblación a menudo causa crecimiento en las poblaciones de depredadores. Esto tiene el efecto de controlar la población de presas y asegurar su evolución a favor de las características genéticas que la hacen menos vulnerable a la depredación (y el depredador puede coevolucionar, en respuesta).
En ausencia de depredadores, las especies están limitadas por los recursos que pueden encontrar en su entorno, pero esto no controla necesariamente la sobrepoblación, al menos a corto plazo. Un suministro abundante de recursos puede producir un auge de la población seguido de un colapso de la población. Los roedores como lemmings y topillos tienen ciclos de rápido crecimiento de la población y posterior disminución. Las poblaciones de liebres ciclaron de manera similar dramáticamente, al igual que las de uno de sus depredadores, el lince.
La introducción de una especie extranjera a menudo ha causado perturbaciones ecológicas, como cuando se introdujeron ciervos y truchas en Argentina cuando se introdujeron conejos en Australia, y de hecho cuando se introdujeron depredadores como los gatos para intentar controlar a los conejos.
Algunas especies, como las langostas, experimentan grandes variaciones cíclicas naturales, experimentadas por los agricultores como plagas.

## Sobrepoblación humana
La sobrepoblación humana ocurre cuando el número de humanos en una ubicación geográfica específica excede la capacidad de carga del lugar ocupado por ese grupo. La sobrepoblación se puede ver, desde una perspectiva a largo plazo, como existente cuando una población no puede mantenerse debido al rápido agotamiento de los recursos no renovables o la degradación de la capacidad del medio ambiente para brindar apoyo a la población.
El término sobrepoblación humana también se refiere a la relación entre toda la población humana y su entorno: la Tierra,  o con áreas geográficas más pequeñas, como los países. La sobrepoblación puede ser el resultado de un aumento en los nacimientos, una disminución en las tasas de mortalidad en el contexto de las altas tasas de fertilidad, un aumento en la inmigración o un bioma insostenible y el agotamiento de los recursos. Es posible que áreas muy poco pobladas se sobrepoblen si el área tiene una capacidad escasa o inexistente para mantener la vida (por ejemplo, un desierto). Los defensores de la moderación de la población citan cuestiones como la calidad de vida, la capacidad de carga y el riesgo de inanición como base para argumentar en contra del continuo crecimiento de la población humana y el declive de la población. Los científicos sugieren que el impacto humano en el medio ambiente como resultado de la sobrepoblación, el consumo desaprovechado y la proliferación de tecnología ha llevado al planeta a una nueva época geológica conocida como el Antropoceno.